# Otto Bardong

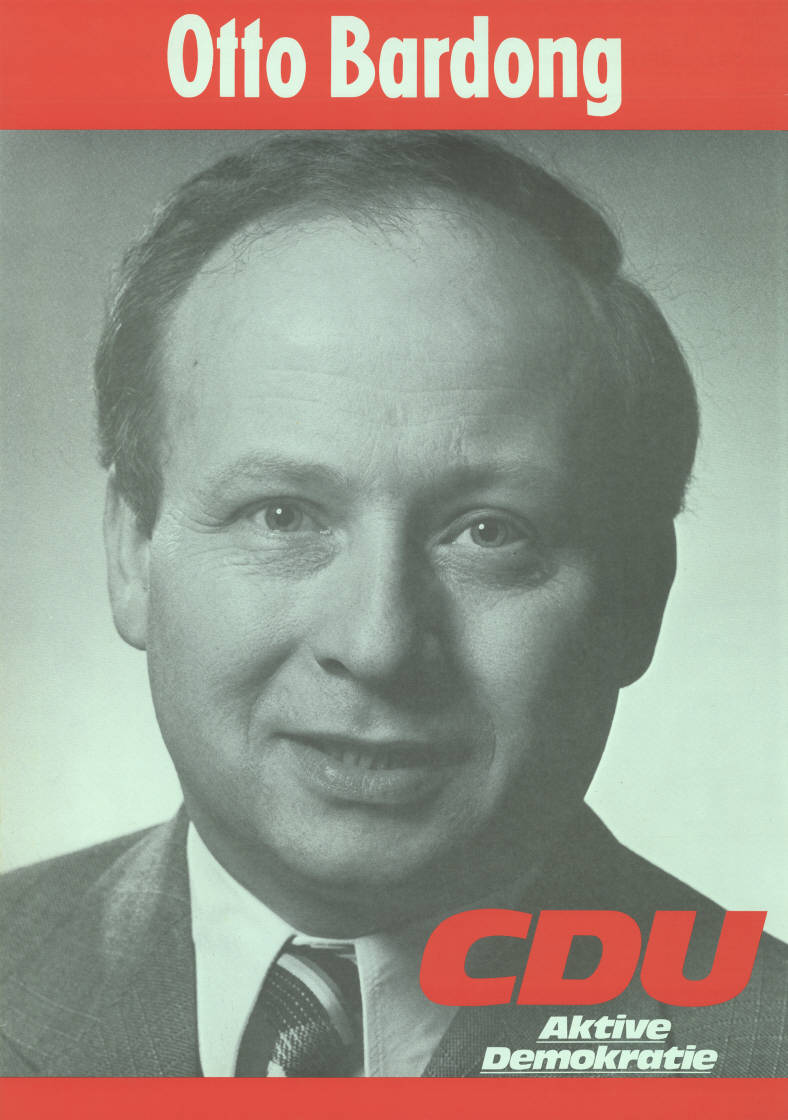
Kandidatenplakat zur Landtagswahl in Rheinland-Pfalz 1975

Otto Bardong (* 2. Oktober 1935 in Herrnsheim; † 10. Dezember 2003 in Worms) war ein deutscher Historiker und Politiker (CDU).

## Werdegang
Bardong studierte an der Universität Mainz. Nach der Promotion 1969 über Die Breslauer an der Universität Frankfurt (Oder). Ein Beitrag zur schlesischen Bildungsgeschichte 1648–1811 stand er zunächst im Schuldienst. Später lehrte er Neuere Geschichte und Didaktik der Geschichte an der Pädagogischen Hochschule Karlsruhe, deren Rektor er war.
Bardong war von 1974 bis 1994 für die CDU Mitglied des Stadtrats vom Worms. Von 1975 bis 1984 war er Abgeordneter des Landtags von Rheinland-Pfalz. Von 1984 bis 1989 sowie von 1994 bis 1999 war er Abgeordneter der Europäischen Volkspartei im Europäischen Parlament. Während seiner zweiten Amtszeit war er als Quästor Mitglied im Präsidium des Europäischen Parlaments.
Überparteilich engagierte sich Otto Bardong in der Europa-Union Deutschland. Von 1974 bis 2003 war er Landesvorsitzender der Europa-Union Rheinland-Pfalz.
2006 wurde nach ihm die Dr.-Otto-Bardong-Straße in Worms-Herrnsheim benannt.
Er war Mitglied der katholischen Studentenverbindung KStV Ketteler Mainz.

## Ehrungen
- 1984: Verdienstkreuz am Bande der Bundesrepublik Deutschland[2]
- 1984: Leibniz-Medaille der Akademie der Wissenschaften und der Literatur Mainz
- 1990: Verdienstkreuz 1. Klasse der Bundesrepublik Deutschland
- 1999: Großes Verdienstkreuz der Bundesrepublik Deutschland[2]
- 2000: Ehrenring der Stadt Worms

## Werke
- Die Breslauer an der Universität Frankfurt (Oder). Ein Beitrag zur schlesischen Bildungsgeschichte 1648–1811. 1969.
- Herrnsheim 771–1971. Festbuch zur 1200-Jahrfeier. 1971.
- Friedrich der Große. Als Herausgeber,
- Stimmen der Welt im Europäischen Parlament. Reden von Staatsoberhäuptern und Regierungschefs 1993 bis 2000. Als Herausgeber, 1982.